# Jamna (Jaremcze)
Jamna (ukr. Ямна) – dawniej samodzielna wieś, obecnie w granicach miasta Jaremcze na Ukrainie, w jego południowo-wschodniej części. Rozpościera się wzdłuż ulicy Swobody, nad Prutem.

## Historia
Jamna to dawniej samodzielna wieś. W II Rzeczypospolitej stanowiła gminę jednostkową Jamna w powiecie nadwórniańskim w województwie stanisławowskim. 1 sierpnia 1934 r. w ramach reformy na podstawie ustawy scaleniowej Jamna weszła w skład nowej zbiorowej gminy Jaremcze, gdzie we wrześniu 1934 wraz z Bahrowcem 1934 utworzyła gromadę Jamna.
Po wojnie włączona w struktury ZSRR.